# 四(三苯基膦)铂
四(三苯基膦)铂是一种配位化合物，化学式为Pt(P(C6H5)3)4，或简写为Pt(PPh3)4。它是亮黄色固体，可用作其它铂化合物的前驱体。
它可通过四氯合铂(II)酸钾的一锅法反应制得。二价铂在碱性乙醇中与三苯基膦形成沉淀，这一过程分为两步，第一步是PtCl2(PPh3)2的产生，第二步是铂(II)配合物的还原。总反应方程式为：
K2[PtCl4] + 2KOH + 4PPh3 + C2H5OH →  Pt(PPh3)4 + 4KCl + CH3CHO + 2H2O